# Izotec
Izotec Piatra Neamț este o companie specializată în fabricarea de tâmplărie termoizolantă din PVC din România.
Compania a fost înființată în 2004 și este deținuta de Ciprian Chelariu și Sorin Sîrbu.
În primele nouă luni din 2007, compania a înregistrat o cifră de afaceri de 5,5 mil. euro.